# Chaerephon johorensis
Chaerephon johorensis е вид прилеп от семейство Булдогови прилепи (Molossidae). Видът е уязвим и сериозно застрашен от изчезване.

## Разпространение
Разпространен е в Индонезия и Малайзия.

## Описание
Популацията на вида е намаляваща.